# لجنة الطاقة الماليزية
لجنة الطاقة الماليزية (بالملايوية: Suruhanjaya Tenaga)‏،اختصاراً (ST)،بموجب قانون لجنة الطاقة الماليزية لعام 2001 هي المنظم لصناعة الطاقة في شبه جزيرة ماليزيا وصباح. تم إنشاء اللجنة لضمان تطوير صناعة الطاقة بطريقة فعالة بحيث تكون ماليزيا مستعدة لمواجهة التحديات الجديدة للعولمة والتحرر، لا سيما في صناعة إمدادات الطاقة.
تنظم اللجنة وتعزز جميع الأمور المتعلقة بصناعة إمدادات الكهرباء والغاز في نطاق التشريعات المعمول بها مثل قانون إمداد الكهرباء لعام 1990، ولائحة إمداد الرخصة لعام 1990، وقانون إمداد الغاز لعام 1993،ولائحة الكهرباء لعام 1994، ولائحة إمداد الغاز لعام 1997. في أداء دورها، تتخذ اللجنة نهج التنظيم الذاتي.

## روابط خارجية
- الموقع الرسمي
- قانون هيئة الطاقة (2001)